# 수어 방송
수어 방송(手語放送)는 주로 청각 장애인(농아인, 농인)들의 쓰이는 수화의 공용어으로, 화상신호를 전송하는 텔레비전 방송에 포함한다.

## 표기
편성표 상에 신문이나 온라인에 전자 프로그램 안내 (EPG)를 통해 수 혹은 🤟라고 표시한다.

## 대한민국
1979년 KBS가 수화방송을 시작하였으나, 1993년 뉴스 프로그램이 처음 시작하였으며, 2019년 스마트 수어방송정식 서비스를 시작하였고, 2020년 9월부터 지상파 방송에서 모든 메인 뉴스 프로그램이 수어 통역으로 제공한다.
| 방송 채널 | 프로그램 이름        | 비고               |
| --------- | -------------------- | ------------------ |
| KBS 1TV   | KBS 뉴스광장         |                    |
| KBS 1TV   | KBS 930 뉴스         |                    |
| KBS 1TV   | KBS 뉴스 12          |                    |
| KBS 1TV   | KBS 뉴스 2           |                    |
| KBS 1TV   | 사사건건             |                    |
| KBS 1TV   | KBS 뉴스 5           |                    |
| KBS 1TV   | KBS 뉴스 9           | 메인 뉴스 프로그램 |
| KBS 1TV   | KBS 뉴스 (주말)      |                    |
| KBS 2TV   | KBS 아침뉴스타임     |                    |
| KBS 2TV   | 지구촌 뉴스          |                    |
| KBS 2TV   | KBS 뉴스타임 (1500)  |                    |
| KBS 2TV   | KBS 뉴스 6           |                    |
| MBC TV    | MBC 930 뉴스         |                    |
| MBC TV    | 12 MBC 뉴스          |                    |
| MBC TV    | 5 MBC 뉴스           |                    |
| MBC TV    | MBC 뉴스데스크       | 메인 뉴스 프로그램 |
| MBC TV    | MBC 뉴스 (주말)      |                    |
| SBS TV    | SBS 뉴스 (1010)      |                    |
| SBS TV    | SBS 오 뉴스          |                    |
| SBS TV    | SBS 8 뉴스           | 메인 뉴스 프로그램 |
| SBS TV    | SBS 뉴스 (주말)      |                    |
| EBS 1TV   | EBS 뉴스 12          |                    |
| EBS 1TV   | EBS 저녁뉴스         | 메인 뉴스 프로그램 |
| JTBC      | JTBC 뉴스 아침&      |                    |
| JTBC      | 사건반장             |                    |
| MBN       | 굿모닝 MBN           |                    |
| MBN       | 시사스페셜           |                    |
| 채널A     | 김진의 돌직구쇼      |                    |
| 채널A     | 뉴스A LIVE           |                    |
| 채널A     | 토요 랭킹쇼          |                    |
| TV조선    | TV조선 뉴스퍼레이드  |                    |
| TV조선    | TV조선 뉴스현장      | 주말 한정          |
| 복지TV    | 무작위 편성 프로그램 |                    |

## 일본
NHK에서 현재 방송 중인 수화뉴스와 수화뉴스 845의 뉴스를 제공하고 있다.

## 같이 보기
- 자막
- 수화
- 수어
- 수어 통역
- 화면해설방송